# Tứ đại danh bổ
Tứ Đại Danh Bổ (tiếng Trung 四大名捕, tiếng Anh "The Four Constables"), là tên một bộ truyện tranh của họa sĩ Tư Đồ Kiếm Kiều, dựa trên bộ tiểu thuyết võ hiệp cùng tên của Ôn Thụy An.

## Nội dung
Tứ Đại Danh Bổ là câu chuyện kể về 4 bổ đầu (đóng vai trò bảo an trong xã hội Trung Hoa xưa) dưới thời nhà Tống. Bọn họ lần lượt là Vô Tình, Thiết Thủ, Truy Mệnh và Lãnh Huyết. Bằng sức mạnh và tài trí siêu quần, bốn bổ đầu đã lập nhiều công trạng, giúp triều đình trừ gian diệt ác.
Tư Đồ Kiếm Kiều chỉ chấp bút theo mạch truyện gốc của 3 phần: Hội kinh sư (phần 5), Đàm Đình hội và Toái Mộng đao. Đoạn truyện từ đó trở đi hoàn toàn là sự phóng tác tự do của ông.

## Nhân vật
- Gia Cát Tiểu Hoa (Gia Cát tiên sinh/ Gia Cát Chính Ngã)

Gia Cát tiên sinh xuất thân từ môn võ chính phái Tự Tại môn, là ân sư của Tứ đại danh bộ. Tuy nhiên cả bốn người gọi ông là "thế thúc" thay cho sư phụ, vì đệ tử đầu tiên của ông là Thanh Mai Trúc đã phản bội sư môn chạy theo phe của Sái Kinh, khiến ông thề không nhận ai làm đồ đệ. Gia Cát còn là đương kim thái phó, chưởng quản triều đình lục bộ, lão sư của hoàng thượng, tổng giáo đầu của 80 vạn cấm vệ quân, là người chỉ đứng sau hoàng thượng. Ông tính cách quang minh lỗi lạc, vì quốc vì dân, trí tuệ siêu phàm, một thân võ công quán tuyệt thiên hạ. Dù đã ngoài 80, nhưng vì nhìn cảnh giang sơn Đại Tống loạn lạc nên Gia Cát vẫn phụ tá hoàng thượng, lãnh đạo Tứ đại danh bộ duy trì phép nước.
Tứ kiếm đồng
Gồm bốn đứa trẻ, Kim Kiếm, Ngân Kiếm, Thiết Kiếm, Đồng Kiếm. Vốn là cô nhi được Gia Cát tiên sinh nhận về nuôi, được Vô Tình dạy dỗ cả văn và võ. Trong tiểu thuyết gốc Tứ kiếm đồng có nhiệm vụ khênh chiếc kiệu của Vô Tình.
- Tứ đại danh bộ:
- Vô Tình

Là đại sư huynh trong Tứ đại danh bộ, tên thật là Thịnh Nhai Dư, tuổi nhỏ nhưng do nhập môn đầu tiên nên được xếp trên cùng. Hồi nhỏ gặp nạn 13 sát thủ giết sạch cả nhà, mình chàng sống sót do được Gia Cát tiên sinh cứu giúp. Tuy nhiên kinh mạch bị chấn đoạn, hai chân của chàng bị phế, phải ngồi xe lăn cả đời, không thể tu luyện nội công. Dù vậy Vô Tình vẫn không mất đi ý chí, chàng càng nỗ lực học tập, nhờ vậy có học vấn uyên bác, tinh thông từ kì môn độn giáp đến kế sách chiến trường. Ngoài ra, ý chí kiên cường còn giúp Vô Tình luyện thành thuật ám khí, thủ pháp xuất thần nhập hóa, độc bộ thiên hạ, được tôn xưng "vua ám khí", hơn nữa còn tự luyện nên một trường phái khinh công riêng, giúp chàng không bị chướng ngại vật làm ảnh hưởng. Khi Vô Tình đối phó ác phạm, xuất thủ tuyệt không lưu tình, bởi vậy mà có danh hiệu. Bề ngoài tàn tật, tính cách quái gở, gương mặt lạnh lùng như tuyết, kì thực Vô Tình là người rất hữu tình, thường bị tình cảm chi phối làm mất tập trung. Vô Tình có trí tuệ kinh nhân, xứng đáng lãnh đạo Tứ đại danh bộ, sử dụng ám khí cũng không bao giờ tẩm độc, gọi là Vô Tình Minh Khí.
- Thiết Thủ

Nhị sư huynh trong Tứ đại danh bộ, tên thật Thiết Du Hạ. Tuổi hơn Vô Tình và Lãnh Huyết, kém Truy Mệnh. Trước khi gặp Gia Cát tiên sinh đã là bộ đầu có tiếng, sau được ân sư nhận vào Thần hầu phủ. Tính tình ôn hòa chính trực, lòng dạ quang minh. Kinh nghiệm giang hồ rất phong phú, nội lực đã tu luyện đến lô hỏa thuần thanh. Song chưởng cứng như thép, đao thương bất nhập, bách độc bất xâm. Võ công của chàng là từ ông ngoại truyền cho, có tên Thiết thủ hung quyền, khi kết hợp với nội lực đạt đến đỉnh cao là Sát dã thần công. Năm 28 tuổi lại luyện được môn võ mà Gia Cát tiên sinh cũng không đạt thành - Nhất dĩ quán chi thần công.
- Truy Mệnh

Tam sư huynh trong Tứ đại danh bộ, nguyên danh Thôi Lược Thương, là người lớn tuổi nhất trong bốn bộ đầu. Khi mới sinh đã ốm yếu, nên mang tên là "Nội Thương", sau này đọc chệch thành "Lược Thương", khi lên 5 cha mẹ đã mất sớm, kể từ đó lưu lạc giang hồ. Chàng am hiểu thoái pháp, ra chân tốc độ và lực lượng đều cường đại. Nhờ sức của đôi chân vô song, khinh công Truy Mệnh đứng đầu thiên hạ, thuật truy tìm cũng vào hạng nhất. Truy Mệnh yêu rượu như mạng, uống càng nhiều càng tỉnh, cước pháp càng tinh thuần, chưa bao giờ vì say mà bỏ lỡ phạm nhân. Rượu cũng là vũ khí của chàng, khi uống vào người có thể phun ra làm ám khí, lực rất mạnh, đã từng cứu mạng Truy Mệnh vài lần. Do chàng phá án chưa hề thất thủ, vô luận kẻ thù tinh quái đến đâu cũng bị bắt trở về, nhờ vậy mang danh "Truy Mệnh", còn bản thân chàng dường như cũng đã quên mất tên thật của mình.
- Lãnh Huyết

Tứ sư đệ trong Tứ đại danh bộ, tên Lãnh Lăng Khí, tuổi nhỏ nhất và nhập môn muộn nhất trong bốn người. Vẻ ngoài đặc trưng bởi mái tóc màu xanh thừa hưởng từ gia tộc, khi cả gia đình gặp đại họa Lãng Khí vẫn còn nằm nôi, may sống sót nhờ uống sữa sói. Vì sống chung với sói nên chàng không hiểu nhiều về thế sự giang hồ, cũng như ứng xử tình cảm. Lãnh Huyết giỏi kiếm pháp, tính cách cứng rắn, lâm trận không lùi, gặp mạnh càng mạnh, càng thụ thương càng dũng cảm. Chàng cầm 1 thanh nhuyễn kiếm không có bao mang tên Ám Hồn, sở học mang tên Tứ thập cửu lộ vô danh kiếm pháp, đường kiếm có 49 chiêu nhưng không có tên, chỉ hướng tới 4 chữ nhanh, hiểm, chuẩn, mạnh.
- Võ lâm tứ đại thế gia
- Đông bảo - Chấn Thiên Bảo

Đông bảo chủ Hoàng Thiên Tinh, tuổi đã 60 nhưng nội lực vô cùng mạnh, kim đao vô địch. Thần thái nghiêm nghị, không giận mà uy.
- Nam trại - Thanh Thiên Trại

Nam trại chủ Ân Thừa Phong, thừa hưởng cơ nghiệp từ nghĩa phụ Ngũ Thái Tuế. Chàng có vợ là con gái nghĩa phụ, Ngũ Thái Vân. Võ công toàn tài, vũ khí sử dụng là Thập trượng hoàng lăng (bản gốc dùng kiếm)
- Tây trấn - Phục Tê Trấn

Tây trấn chủ Lam Nguyên Sơn, sở hữu võ công riêng mang tên Đại phong vân thủ. Thê tử là Hoắc Ngân Tiên, vốn vô môn vô phái, nhưng trong manhua được hư cấu thành một trong Đường môn thất sát - Đường Mị.
- Bắc thành - Vũ Dương Thành

Bắc thành chủ Chu Bạch Vũ, tu luyện cả nội lực và kiếm thuật tinh xảo. Thê tử là "tiên tử nữ hiệp" Bạch Hân Như.
- Thập tam sát thủ

Là 13 kẻ đã gây ra thảm cảnh cho Thịnh gia. Đứng đầu 13 người là Tư Mã Hoang Phần, nhưng lãnh đạo thực sự là Tả Võ Vương. Hắn ta tâu hoàng thượng cất nhắc Gia Cát tiên sinh lên chức tổng giáo đầu hòng lợi dụng. Nhưng sau khi nhận ra ý đồ không thành thì Tả Võ Vương muốn tiêu diệt Thần hầu phủ. Hắn dùng 13 sát thủ muốn lập 1 kế hoạch cuối cùng nhằm cướp ngôi vua.
Danh sách 13 sát thủ:
"Tây Môn trang chủ" Tây Môn Khánh,
"Âu Dương cốc chủ" Âu Dương Đại,
"Độc thủ trạng nguyên" Võ Thắng Tây,
"Lạt thủ thư sinh" Võ Thắng Đông,
"Phật khẩu xà tâm, thiết tán tú tài" Trương Hư Ngạo,
"Đại thủ ấn kim cương" Quan Hải Minh,
"Nhất đao thiên lý" Mạc Tam Cấp Cấp,
"Vô đao tẩu" Lãnh Liễu Bình,
"Thập nhị liên hoàn ổ" Tư Mã Hoang Phần,
"Độc liên hoa" Đỗ Liên,
"Trường ti kim viên" Độc Cô Uy,
"Thổ hành tôn" Tôn Bất Cung,
"Ma đầu" Tiết Hồ Bi
- Thục trung Đường môn

Đường môn vốn là một tổ chức hư cấu. Trong các tiểu thuyết võ hiệp của các tác giả khác, đây chỉ là một gia tộc chuyên hành nghề ám sát, nhưng Ôn Thụy An lại đưa lên thành một thế lực khuynh đảo giang hồ.
- "Cửu mệnh tổng quản" Đường Thất Kinh

Là tổng quản Tập gia trang (phần "Toái Mộng đao"). Tướng mạo, khí phái không có gì đặc biệt, tuy nhiên lại là đệ nhất cao thủ. Bề ngoài là một con người tài cao vọng trọng, đến bang hội, gia tộc nào làm tổng quản cũng đều nổi danh võ lâm (nên có tên Cửu mệnh tổng quản), tuy nhiên mục đích thực sự của y là biến bang hội đó thành tay chân của Đường môn, hoặc rút hết của cải của họ cho Đường tộc.
- Môn chủ Đường Thập Ngũ

Một nhân vật do Tư Đồ Kiếm Kiều sáng tạo. Võ công và trí tuệ đều đứng đầu thiên hạ, không ai sánh bằng. Y lấy tên là Thập Ngũ để ám chỉ cứ 15 năm y sẽ làm một việc kinh thiên động địa. Năm 15 tuổi y đã ám sát Hoàn Nhan Mạt Hạt (cha Hoàn Nhan A Cốt Đả - vua nước Kim sau này), đấu trí cũng như đấu lực đều vượt qua Gia Cát tiên sinh. Đến nay 29 tuổi, y quyết định tạo nên một sự kiện còn vĩ đại hơn nữa: đưa Đường môn ra thống lĩnh Trung Nguyên, không chỉ trở thành bang hội hùng mạnh nhất võ lâm, mà còn muốn xây dựng một vương triều hùng mạnh hơn Đường triều xưa kia.
- "Hữu mật sứ" Đường Thiên Trương

Sư phụ của Đường Thập Ngũ, vốn có trí tuệ và võ công siêu đẳng, nhưng do bất đắc chí nên ở ẩn. Sau này nhận ra Đường Thập Ngũ có tài năng xuất sắc nên truyền toàn bộ sở học cho y. Đường Thiên Trương là người có tài dịch dung giỏi nhất Đường môn. Tư Đồ Kiếm Kiều cho nhân vật này thành hung thủ trong phần Hội kinh sư.
- "Tứ đại hung đồ"

Là bốn người gồm Đường Thù, Triệu Hảo, Đồ Vãn, Yên Triệu. Bọn họ rất độc ác, không có việc ác nào mà Tứ đại hung đồ không làm được. Đường Thù sử dụng đao, Triệu Hảo thì là cây trượng to, Đồ Vãn là dùng dơi độc Yên Triệu dùng chùy.Về sau, Tứ đại hung đồ bị Tứ dại danh bổ đánh bại.